# Sudamericano de Rugby A
El Sudamericano de Rugby A es un torneo anual de rugby union (15 jugadores) de varones mayores organizado por la Sudamérica Rugby. 

## Reseña histórica

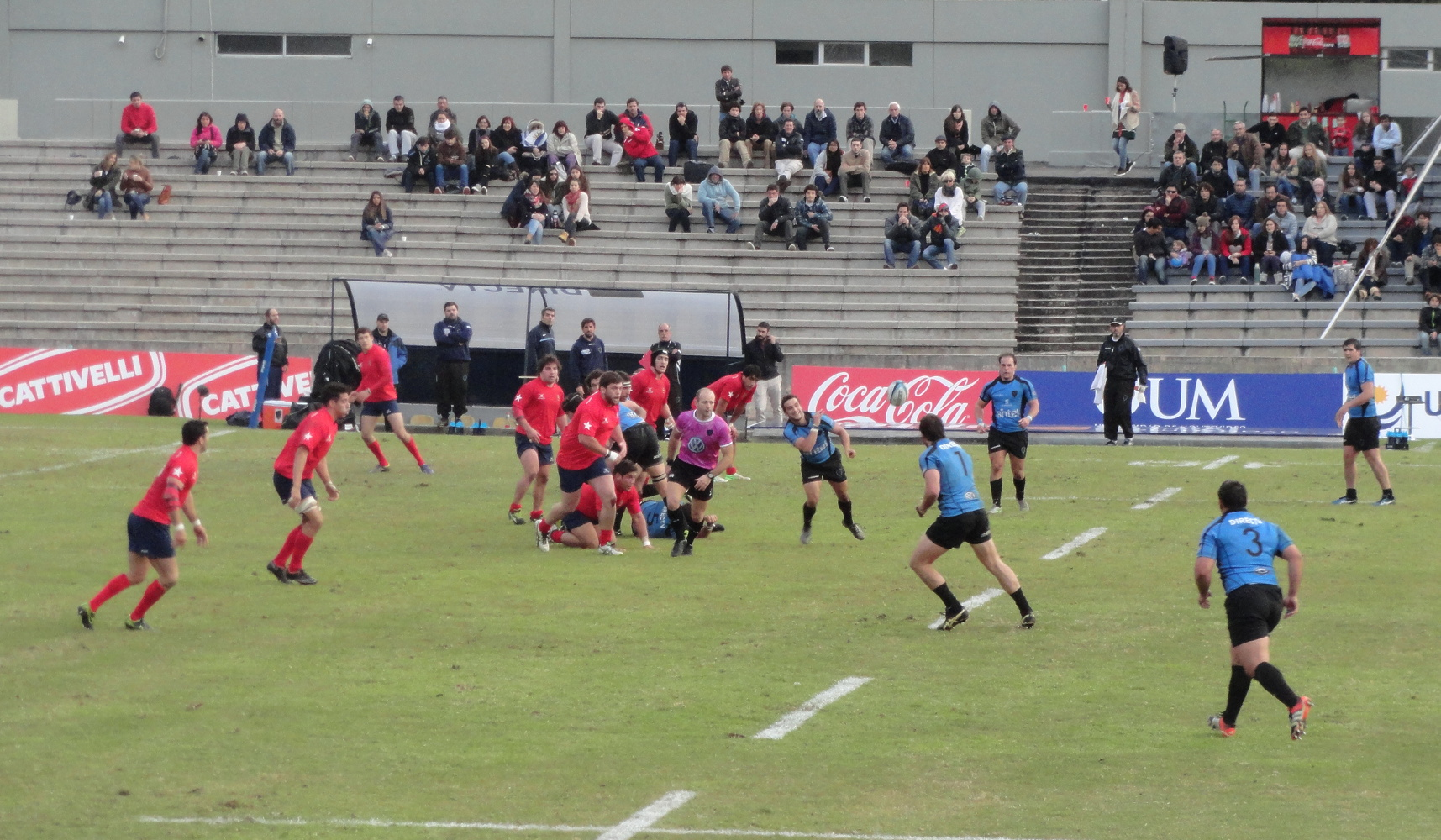
Partido del Sudamericano de Rugby A 2016 entre Uruguay y Chile

En 1951 se juega un campeonato de rugby entre Argentina, Chile, Uruguay y un combinado de Brasil como adhesión a los primeros Juegos Panamericanos. 7 años más tarde se juega en Chile el primer campeonato propiamente dicho. El seleccionado argentino en 1981 no participa del XII Sudamericano, oportunidad en la que Uruguay que ofició de local obtiene el campeonato. Se crea la CONSUR en 1988, y pasa a organizar las competencias.
En el 2000 se resuelve dividir el campeonato en dos niveles y de ahí en adelante se juega anualmente. En los Sudamericanos A siempre ha incluido a Argentina, Chile y Uruguay mientras que Paraguay tuvo su debut en el Sudamericano 2001, Venezuela se hizo presente por única vez en la edición de 2004 y Brasil en las últimas ediciones a partir del Sudamericano 2009. Colombia debutó en 2018 en una edición extendida de 6 participantes. No han logrado clasificar ni otras selecciones.
En 2014 la Confederación Sudamericana de Rugby anunció:

El torneo se dividirá en dos etapas, una primera en la que se enfrentarán los seleccionados de Brasil, Chile, Paraguay y Uruguay, la que mantendrá la denominación de 'Mayor A' y una segunda que tendrá el nombre 'Consur Cup' en la que participarán el campeón de la última edición, Argentina, frente a los dos mejores clasificados del 2013, Uruguay y Chile. El campeón del Torneo Sudamericano 'A' será el campeón de la Consur Cup".
Sudamérica Rugby

Hasta 2013 constituía el nivel superior de la competencia sudamericana. Desde 2014 hasta 2017, la Sudamérica Rugby utilizó un formato de dos fases. La primera es un cuadrangular a una rueda, sin la participación de Argentina. La segunda fase, llamada inicialmente Consur Cup y luego Sudamérica Rugby Cup, consiste en un triangular a una rueda, con la participación de Argentina.
En 2016 la Sudamérica Rugby reprodujo en su sitio web un artículo del portal uruguayo El Observador, anunciando que Uruguay había obtenido "por tercera vez el Campeonato Sudamericano A", antes de disputar la Consur/Sudamérica Rugby Cup.
En 2018, con la desaparición de la Sudamérica Rugby Cup, el torneo recuperó el sitial como el principal torneo de rugby de Sudamérica.

## Campeonatos

### División única
| Edición | Año  | Sede                    | Campeón   | 2.º puesto | 3.º puesto | 4.º puesto | 5.º puesto |
| ------- | ---- | ----------------------- | --------- | ---------- | ---------- | ---------- | ---------- |
| I       | 1951 | Buenos Aires            | Argentina | Uruguay    | Chile      | Brasil     |            |
| II      | 1958 | Santiago y Viña del Mar | Argentina | Chile      | Uruguay    | Perú       |            |
| III     | 1961 | Montevideo              | Argentina | Chile      | Uruguay    | Brasil     |            |
| IV      | 1964 | São Paulo               | Argentina | Brasil     | Uruguay    | Chile      |            |
| V       | 1967 | Buenos Aires            | Argentina | Chile      | Uruguay    |            |            |
| VI      | 1969 | Santiago y Viña del Mar | Argentina | Chile      | Uruguay    |            |            |
| VII     | 1971 | Montevideo              | Argentina | Chile      | Uruguay    | Brasil     | Paraguay   |
| VIII    | 1973 | São Paulo               | Argentina | Uruguay    | Chile      | Brasil     | Paraguay   |
| IX      | 1975 | Asunción                | Argentina | Chile      | Uruguay    | Brasil     | Paraguay   |
| X       | 1977 | Tucumán                 | Argentina | Uruguay    | Chile      | Paraguay   | Brasil     |
| XI      | 1979 | Santiago y Viña del Mar | Argentina | Uruguay    | Chile      | Brasil     | Paraguay   |
| XII     | 1981 | Montevideo              | Uruguay   | Chile      | Paraguay   | Brasil     |            |
| XIII    | 1983 | Buenos Aires            | Argentina | Uruguay    | Chile      | Paraguay   |            |
| XIV     | 1985 | Asunción                | Argentina | Uruguay    | Chile      | Paraguay   |            |
| XV      | 1987 | Santiago                | Argentina | Uruguay    | Chile      | Paraguay   |            |
| XVI     | 1989 | Montevideo              | Argentina | Uruguay    | Chile      | Brasil     | Paraguay   |
| XVII    | 1991 | Sin sede fija           | Argentina | Uruguay    | Chile      | Paraguay   | Brasil     |
| XVIII   | 1993 | Sin sede fija           | Argentina | Uruguay    | Paraguay   | Chile      | Brasil     |
| XIX     | 1995 | Sin sede fija           | Argentina | Uruguay    | Chile      | Paraguay   |            |
| XX      | 1997 | Sin sede fija           | Argentina | Uruguay    | Chile      | Paraguay   |            |
| XXI     | 1998 | Sin sede fija           | Argentina | Uruguay    | Chile      | Paraguay   |            |

### División A
| Edición | Año  | Sede          | Campeón   | 2.º puesto | 3.º puesto | 4.º puesto | 5.º puesto |
| ------- | ---- | ------------- | --------- | ---------- | ---------- | ---------- | ---------- |
| XXII    | 2000 | Montevideo    | Argentina | Uruguay    | Chile      |            |            |
| XXIII   | 2001 | Sin sede fija | Argentina | Uruguay    | Chile      | Paraguay   |            |
| XXIV    | 2002 | Mendoza       | Argentina | Uruguay    | Chile      | Paraguay   |            |
| XXV     | 2003 | Montevideo    | Argentina | Uruguay    | Chile      | Paraguay   |            |
| XXVI    | 2004 | Santiago      | Argentina | Uruguay    | Chile      | Venezuela  |            |
| XXVII   | 2005 | Buenos Aires  | Argentina | Uruguay    | Chile      |            |            |
| XXVIII  | 2006 | Sin sede fija | Argentina | Uruguay    | Chile      |            |            |
| XXIX    | 2007 | Sin sede fija | Argentina | Uruguay    | Chile      |            |            |
| XXX     | 2008 | Sin sede fija | Argentina | Uruguay    | Chile      |            |            |
| XXXI    | 2009 | Montevideo    | Argentina | Uruguay    | Chile      | Brasil     | Paraguay   |
| XXXII   | 2010 | Santiago      | Argentina | Uruguay    | Chile      | Brasil     | Paraguay   |
| XXXIII  | 2011 | Puerto Iguazú | Argentina | Chile      | Uruguay    | Brasil     | Paraguay   |
| XXXIV   | 2012 | Santiago      | Argentina | Uruguay    | Chile      | Brasil     |            |
| XXXV    | 2013 | Montevideo    | Argentina | Uruguay    | Chile      | Brasil     |            |
| XXXVI   | 2014 | Sin sede fija | Uruguay   | Paraguay   | Brasil     | Chile      |            |
| XXXVII  | 2015 | Sin sede fija | Chile     | Uruguay    | Paraguay   | Brasil     |            |
| XXXVIII | 2016 | Sin sede fija | Uruguay   | Chile      | Brasil     | Paraguay   |            |
| XXXIX   | 2017 | Sin sede fija | Uruguay   | Chile      | Brasil     | Paraguay   |            |

Nota: en las últimas cuatro ediciones Argentina no participó al estar clasificado directamente a la Consur/Sudamérica Rugby Cup.

### Seis Naciones A
| Edición | Año  | Sede          | Campeón      | 2.º puesto   | 3.º puesto | 4.º puesto | 5.º puesto | 6.º puesto |
| ------- | ---- | ------------- | ------------ | ------------ | ---------- | ---------- | ---------- | ---------- |
| XL      | 2018 | Sin sede fija | Brasil       | Argentina XV | Chile      | Uruguay XV | Paraguay   | Colombia   |
| XLI     | 2019 | Sin sede fija | Argentina XV | Uruguay XV   | Chile      | Brasil     | Colombia   | Paraguay   |
| XLII    | 2020 | Montevideo    | Argentina XV | Chile XV     | Uruguay XV | Brasil XV  |            |            |

Nota: la edición XL fue la primera en que Argentina (en cualquiera de sus versiones) pierde un partido en toda la historia de la competencia (todavía no ha empatado).

### Sudamericano de Rugby
| Edición | Año  | Sede                                 | Campeón                              | 2.º puesto                           | 3.º puesto                           | 4.º puesto                           |
| ------- | ---- | ------------------------------------ | ------------------------------------ | ------------------------------------ | ------------------------------------ | ------------------------------------ |
| XLIII   | 2025 | En disputa (clasificatoria RWC 2027) | En disputa (clasificatoria RWC 2027) | En disputa (clasificatoria RWC 2027) | En disputa (clasificatoria RWC 2027) | En disputa (clasificatoria RWC 2027) |

## Posiciones
- Número de veces que las selecciones ocuparon cada posición en todas las ediciones.

| Equipo    | Campeón | 2.º puesto | 3.º puesto | 4.º puesto | 5.º puesto | 6.º puesto |
| --------- | ------- | ---------- | ---------- | ---------- | ---------- | ---------- |
| Argentina | 36      | 1          |            |            |            |            |
| Uruguay   | 4       | 28         | 9          | 1          |            |            |
| Chile     | 1       | 11         | 27         | 3          |            |            |
| Brasil    | 1       | 1          | 3          | 16         | 3          |            |
| Paraguay  |         | 1          | 3          | 13         | 9          | 1          |
| Venezuela |         |            |            | 1          |            |            |
| Perú      |         |            |            | 1          |            |            |
| Colombia  |         |            |            |            | 1          | 1          |